# Плавкий предохранитель

Условное обозначение (знак) на схемах.

Плавкий предохранитель — компонент силовой электроники одноразового действия, выполняющий защитную функцию. В рамках стандартизации: плавкий предохранитель — устройство, которое за счёт расплавления одной или нескольких его деталей, имеющих определённую конструкцию и размеры, размыкает цепь, в которую оно включено, прерывая ток, если он превышает заданное значение в течение определённого времени. Предохранитель включает в себя все детали, образующие готовые изделия.
Плавкий предохранитель является самым слабым участком защищаемой электрической цепи, срабатывающим в аварийном режиме, тем самым разрывая цепь и предотвращая последующее разрушение более ценных элементов электрической цепи высокой температурой, вызванной чрезмерными значениями силы тока. Первые плавкие предохранители начали использоваться ещё в конце XIX века. С тех пор их суть не меняется, изменяется лишь технология производства и качество их работы как путём подбора материалов, из которых они сделаны, так и путём изменения конструктивного исполнения. Термины плавкий предохранитель и плавкая вставка имеют существенно различные значения в современных стандартах по электротехнике.

## Принцип работы
В качестве защитного элемента в плавком предохранителе применяется, т. н. плавкая вставка, которая находится внутри патрона, заполненного дугогасящей средой, интенсивно поглощающей тепло (кварцевым песком), либо без заполнения, иногда в предохранителях используется автогазовый принцип, при термическом действие дуги приводит к выделению дугогасящих газов из конструкционных элементов патрона (например, при действии дуги фибровый корпус предохранителя выделяет газы). Плавкую вставку выполняют у мощных предохранителей в пластины с вырезами, уменьшающими площадь сечения вставки, при этом в номинальном режиме избыточная теплота из зауженных мест благодаря теплопроводности успевает распространиться на широкие части и вся вставка имеют практически одинаковую температуру. При перегрузках теплота не успевает полностью перераспределиться по всему объёму вставки и происходит её плавление в самом горячем месте. При коротком замыкании процесс идёт настолько интенсивно, что перераспределения теплоты практически не происходит и вставка перегорает в нескольких суженных местах.
Для более быстрого срабатывания предохранителя (в быстродействующих предохранителях) используют специальные конструкции (придают плавкой вставке специальную форму), в которых отключение цепи в предохранителе при больших токах происходит не посредством плавления вставки, а её разрывом электродинамическими силами (иногда для ускорения срабатывания плавкая вставка дополнительно нагружается усилием натянутой пружины). Для ускорения плавления вставки также применяют явление металлургического эффекта, данное решение применяют обычно в предохранителях со вставками из ряда параллельных проволок.
В некоторых конструкциях предохранителей используются вставки с переменным сечением проволок: разное время перегорания отдельных участков приводит к снижению перенапряжений при срабатывании предохранителя.
Важной характеристикой всякой защиты по току, в т. ч. и предохранителя является время-токовая характеристика, описываемая обычно в виде графика, по оси абсцисс откладывается ток, чаще всего в относительных единицах (за единицу принимается номинальный ток плавкой вставки), а по ординате — время срабатывания. При этом надо иметь в виду, что характеристика каждого экземпляра предохранителя (даже из одной партии) имеет свою время-токовую характеристику, что указывается в каталоге на каждый тип предохранителя как «зона разброса характеристик», которая гарантируется производителем.
При этом надо иметь в виду разницу между номинальным током предохранителя и номинальным током плавкой вставки:  
- номинальный ток предохранителя — это ток, на который рассчитан патрон предохранителя
- номинальный ток плавкой вставки — это ток, на который рассчитана плавкая вставка.

В данный размер патрон предохранителя может быть установлено несколько вставок на разные номинальные токи, при этом самая наибольшая в номинальном ряду равна обычно номинальному току патрона.
Некоторые типы предохранителей имеют индикатор срабатывания в виде подпружиненного штифта, при перегорании плавкой вставки указательный штифт выбрасывается пружиной из корпуса предохранителя, показывая срабатывание предохранителя. Иногда данный штифт нажимает на специальный сигнальный контакт, подавая сигнал о перегорании предохранителя по цепям телемеханики.

## Конструкция плавкого предохранителя (включает в себя плавкие вставки)
Все плавкие вставки, вне зависимости от конструктивных особенностей, включают в себя два основных элемента:
- плавкий элемент - токопроводящий элемент из металла, сплава нескольких металлов или специально подобранных слоёв нескольких металлов;
- корпус - механизм или систему крепления плавкого элемента к контактам, обеспечивающим включение плавкого предохранителя в целом, как устройства, в электрическую цепь.

Корпуса плавких вставок обычно изготавливаются из высокопрочных сортов специальной керамики (фарфор, стеатит или корундо-муллитовая керамика). Для корпусов плавких вставок с малыми номинальными токами используются специальные стекла. Корпус плавкой вставки обычно выполняет роль базовой детали, на которой укреплен плавкий элемент с контактами плавкой вставки, указатель срабатывания, свободные контакты, устройства для оперирования плавкой вставкой и табличка с номинальными данными. Одновременно корпус выполняет функции камеры гашения электрической дуги.

## Разновидности

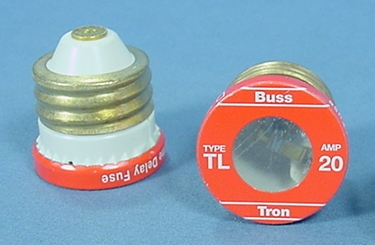
Используемые в Америке пробковые предохранители

На данный момент не существует единой системы классификации предохранителей, однако их можно классифицировать по разным признакам.

### По рабочим характеристикам защищаемых цепей
- Быстродействующие (полупроводниковые)
  - Отдельно можно выделить потому, что полупроводниковые приборы имеют очень низкое время срабатывания, исчисляемое порой микросекундами. Особенно актуально это стало в последнее время, потому что энергетики всё чаще используют в качестве коммутационных силовых элементов мощные полупроводниковые ключи. В случае выхода из строя такого ключа никакой плавкий предохранитель не в состоянии сработать с подобной скоростью, однако сам выход из строя сопровождается порой настолько мощным выбросом энергии, что процесс, если его не остановить, носит фактически взрывной характер и в состоянии повредить дорогостоящее оборудование, находящееся поблизости от такого полупроводникового ключа. И именно этот процесс быстродействующая плавкая вставка уже предотвратить может и должна.
- Низковольтные
  - Предназначены для защиты цепей переменного тока с напряжением до 1 кВ при перегрузках и коротких замыканиях.
- На среднее напряжение
  - Используются в цепях защиты линий электропередач, трансформаторов, двигателей и конденсаторных батарей от перегрузок и коротких замыканий до напряжений порядка 30 кВ.
- На высокое напряжение
  - Используются в основном в промышленных целях для работы с напряжениями от нескольких десятков до сотен кВ.

### По характеристике

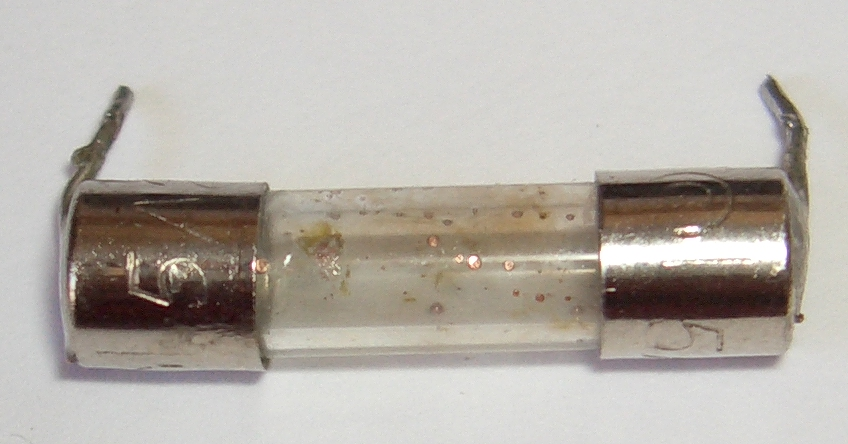
Сработавший на перегрузку предохранитель. На стенках стеклянной колбы видны капли испарившейся меди.

Все предохранители имеют определённую время-токовую характеристику, показывающую время, прошедшее до момента срабатывания плавкого предохранителя со времени начала его работы.
Выделяют следующие режимы работы:
Если протекающий ток ниже минимального тока срабатывания или равен ему, то плавкая вставка продержится сколько угодно долгое время без срабатывания. В этом режиме, называемом номинальным или рабочим, все плавкие предохранители ведут себя одинаково.
Как только протекающий через предохранитель ток начинает превышать значение минимального тока срабатывания, предохранитель начнёт плавиться. В зависимости от конструктивных особенностей разных видов плавких вставок, процесс может протекать по-разному. Одни быстро расплавляются даже при слабо превышающем значении тока (быстродействующие), другие (как, например, используемые в цепях защиты электродвигателей) в состоянии выдерживать ток, значительно превышающий номинальный в течение довольно продолжительного времени, достаточного, чтобы электрическая цепь вышла на свой рабочий режим, при котором ток упадёт до номинального для предохранителя значения (в электродвигателях, например, это момент его запуска, когда проходящий в обмотки ток многократно превышает ток, при котором двигатель уже работает, набрав рабочие обороты). Именно этот, второй режим работы в основном и определяет предназначение плавкого предохранителя и делит их на разные типы. И именно время-токовая характеристика на этом участке, её форма и значения определяются конструкцией изготовления плавкой вставки и дугогасительной системы.
Третий режим работы предохранителя — это работа в режиме короткого замыкания. Здесь, как и в первом случае, почти все предохранители ведут себя похоже. При токе короткого замыкания его значение в цепи нарастает чрезвычайно быстро и принимает значения, многократно (а то и на порядки) превышающие номинальные для данной цепи. От предохранителя при работе в этом режиме требуется только одно — максимально быстро разорвать цепь, не допустив теплового или механического повреждения элементов этой цепи большими значениями тока.
Эта характеристика указывается (но не всегда и не на всех моделях) в буквенном коде перед значением номинального тока в маркировке:
- первая буква означает диапазон защиты
  - a — частичный диапазон (только защита от токов короткого замыкания)
  - g — полный диапазон (защита и от токов короткого замыкания, и от перегрузки)
- вторая буква означает тип защищаемого оборудования
  - G — универсальный предохранитель для защиты различных типов оборудования: кабелей, электродвигателей, трансформаторов
  - L — защита кабелей и распределительных устройств
  - B — защита горного оборудования
  - F — защита маломощных цепей
  - M — защита цепей электродвигателей и отключающих устройств
  - R — защита полупроводников
  - S — быстрое сгорание при коротком замыкании и среднее время сгорания при перегрузке
  - Tr — защита трансформаторов

## Варианты исполнения

### Слаботочные вставки

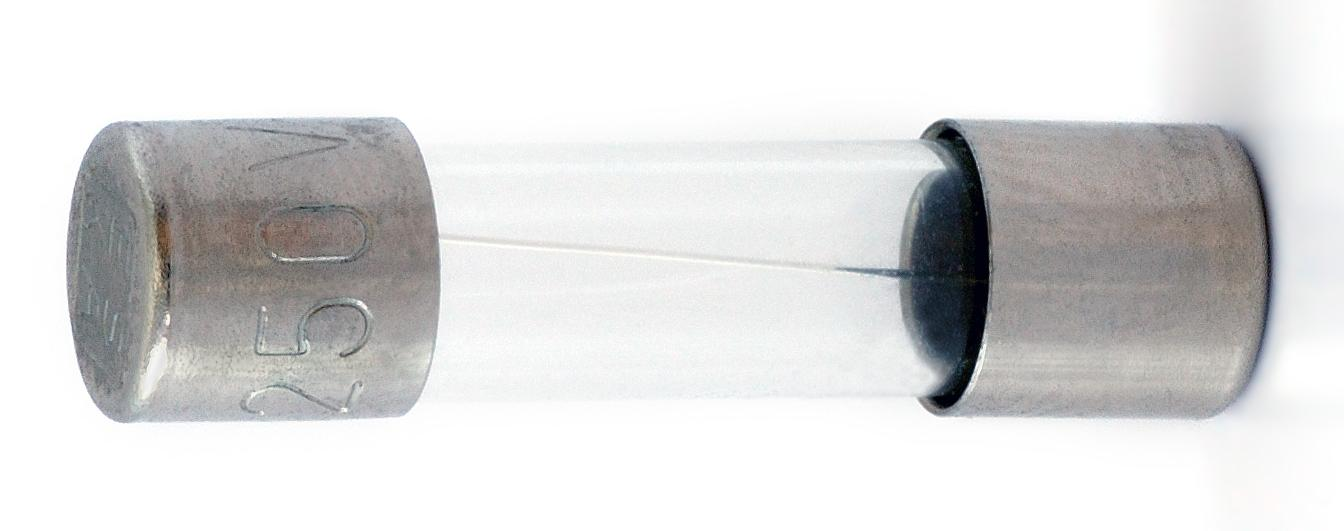
Плавкий предохранитель для маломощных электроприборов

Используются для защиты маломощных цепей, как правило до 20 ампер. Представляет собой стеклянный (керамический) цилиндр c металлическими основаниями, соединёнными между собой внутри тонкой проволокой. При перегрузке или коротком замыкании проволока сгорает, размыкая цепь и предотвращая последующее разрушение чрезмерной температурой. Различаются по размерам:
- 3х15
- 4х15
- 5x20
- 6x32
- 7х15
- 10х38

### Вилочные предохранители

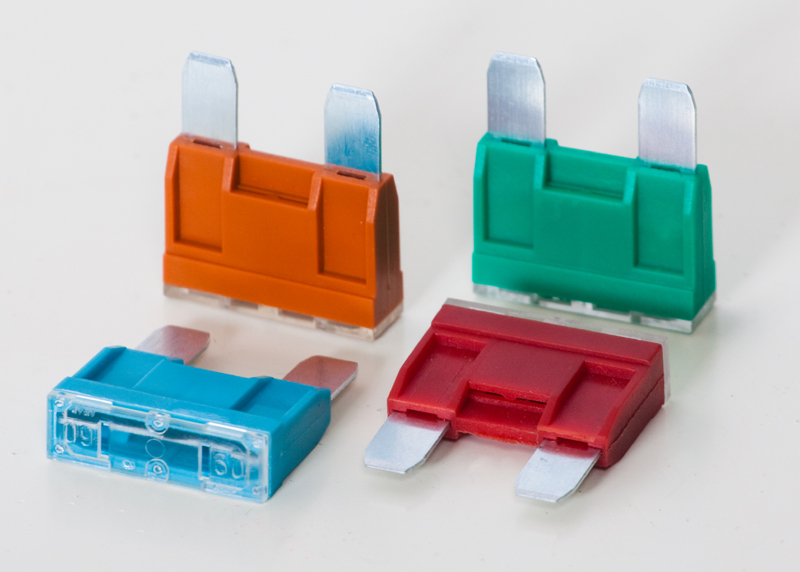
вилочные предохранители

Самое широкое применение вилочные предохранители получили в электрических цепях постоянного тока транспортных средств, производятся на рабочее напряжение до 30 вольт. Конструкция таких предохранителей смещена в одну сторону: электрические контакты с одной стороны и плавкая (защитная) часть с противоположной.
- По конструкции вилочные предохранители делятся на:
  - миниатюрные вилочные
  - обычные вилочные

### Пробковые

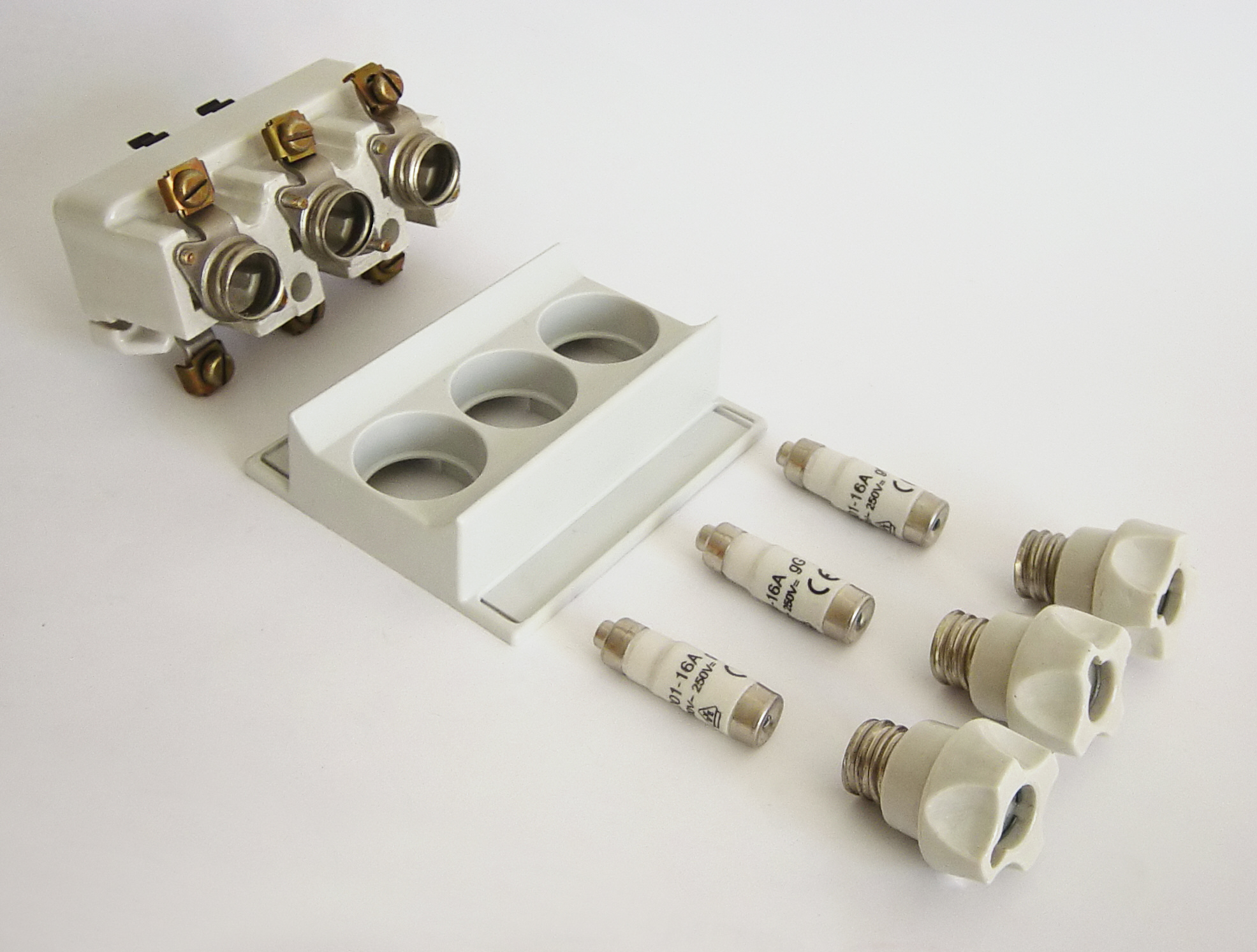
Пробковые предохранители типа «Neozed»

Самый распространённый тип плавких предохранителей в старых электроустановках жилого фонда стран бывшего СССР. Конструкция представляет собой фарфоровый корпус, внутри которого располагается тонкая проволока (сгорающая в аварийном режиме); для гарантированного разъединения двух концов проволоки друг от друга при сгорании на одном конце проволоки висит груз, окрашенный в определённый цвет (каждому цвету соответствует определённая сила тока). По положению груза, как правило, определяют состояние предохранителя: если он свисает на куске проволоки, значит предохранитель сгорел и требует замены.
- По типу конструкции различаются на:
  - DIAZED
  - NEOZED

#### Окраска в соответствии с номинальным током
| Сила тока | Цвет чеки     | Максимальная мощность (сеть 220 В) |
| --------- | ------------- | ---------------------------------- |
| 2 А       | Розовый       | 460 Ватт                           |
| 4 А       | Коричневый    | 900 Ватт                           |
| 6 А       | Зелёный       | 1 200 Ватт                         |
| 10 А      | Красный       | 2 000 Ватт                         |
| 16 А      | Серый         | 3 200 Ватт                         |
| 20 А      | Синий         | 4 000 Ватт                         |
| 25 А      | Жёлтый        | 5 200 Ватт                         |
| 32—50 А   | Чёрный        | 7 300 —11 500 Ватт                 |
| 60 — 63 А | Тёмно-красный | 13 800 —14 500 Ватт                |

### Ножевые

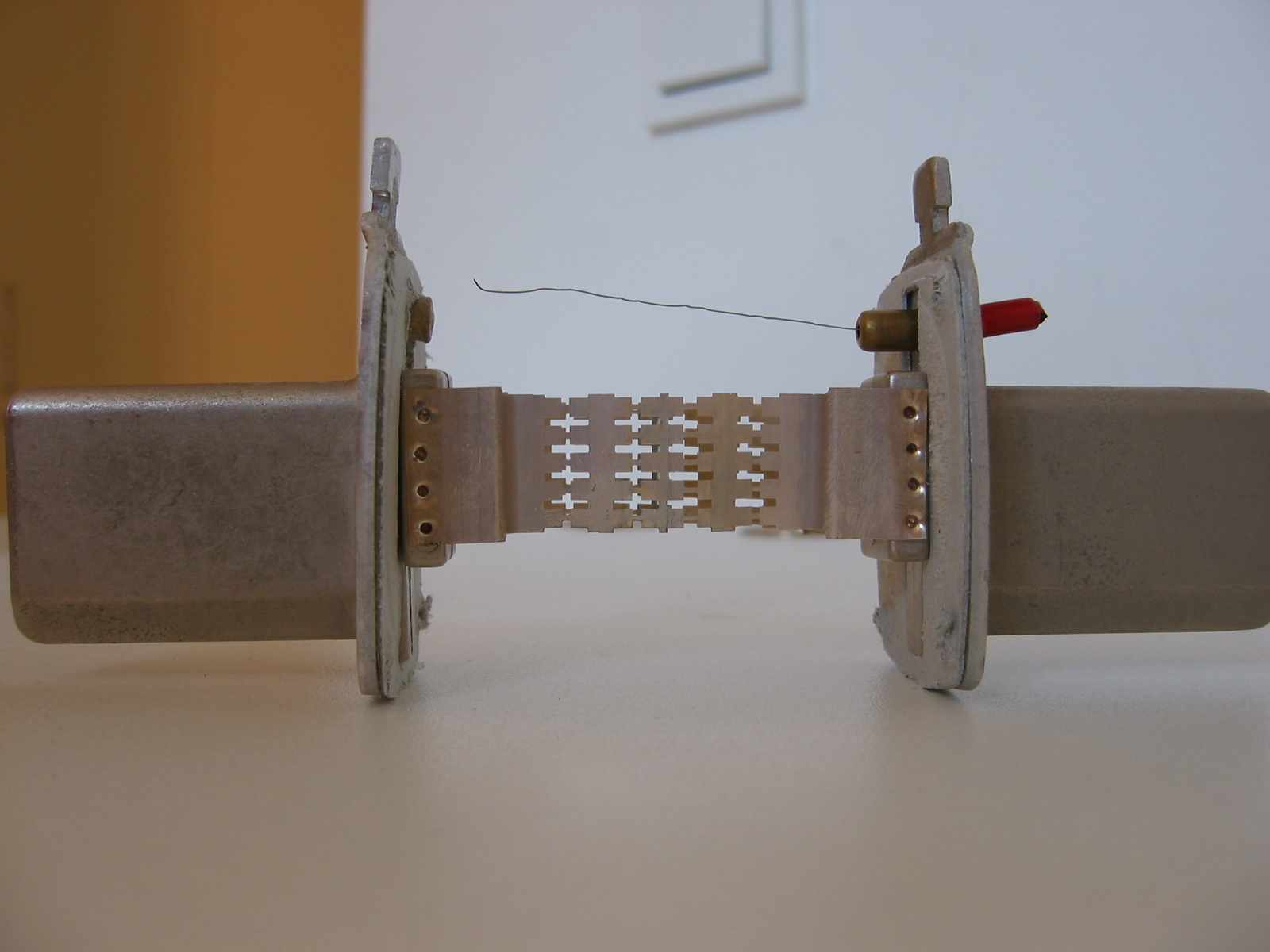
внутреннее строение ножевого предохранителя

Самый распространённый тип предохранителей на промышленных электроустановках, выпускаются на большие токи, до 1250 ампер. Являются источником повышенной опасности, поскольку использование предусматривало установку в держатель с неизолироваными губками; по этой причине ножевые предохранители стараются использовать только в тех местах, где обслуживание электроустановки предусматривается исключительно квалифицированным персоналом, обладающим как необходимым оборудованием, так и соответствующими навыками техники безопасности. В современном ассортименте можно встретить разъединители ножевых предохранителей в диэлектрическом корпусе, снижающие риск получения травм при обслуживании и/или замене.
- Различия ножевых предохранителей по типу конструкции:
  - 000 (до 100 ампер)
  - 00 (до 160 ампер)
  - 0 (до 250 ампер)
  - 1 (до 355 ампер)
  - 2 (до 500 ампер)
  - 3 (до 800 ампер)
  - 4а (до 1250 ампер)

## Конструкционные особенности

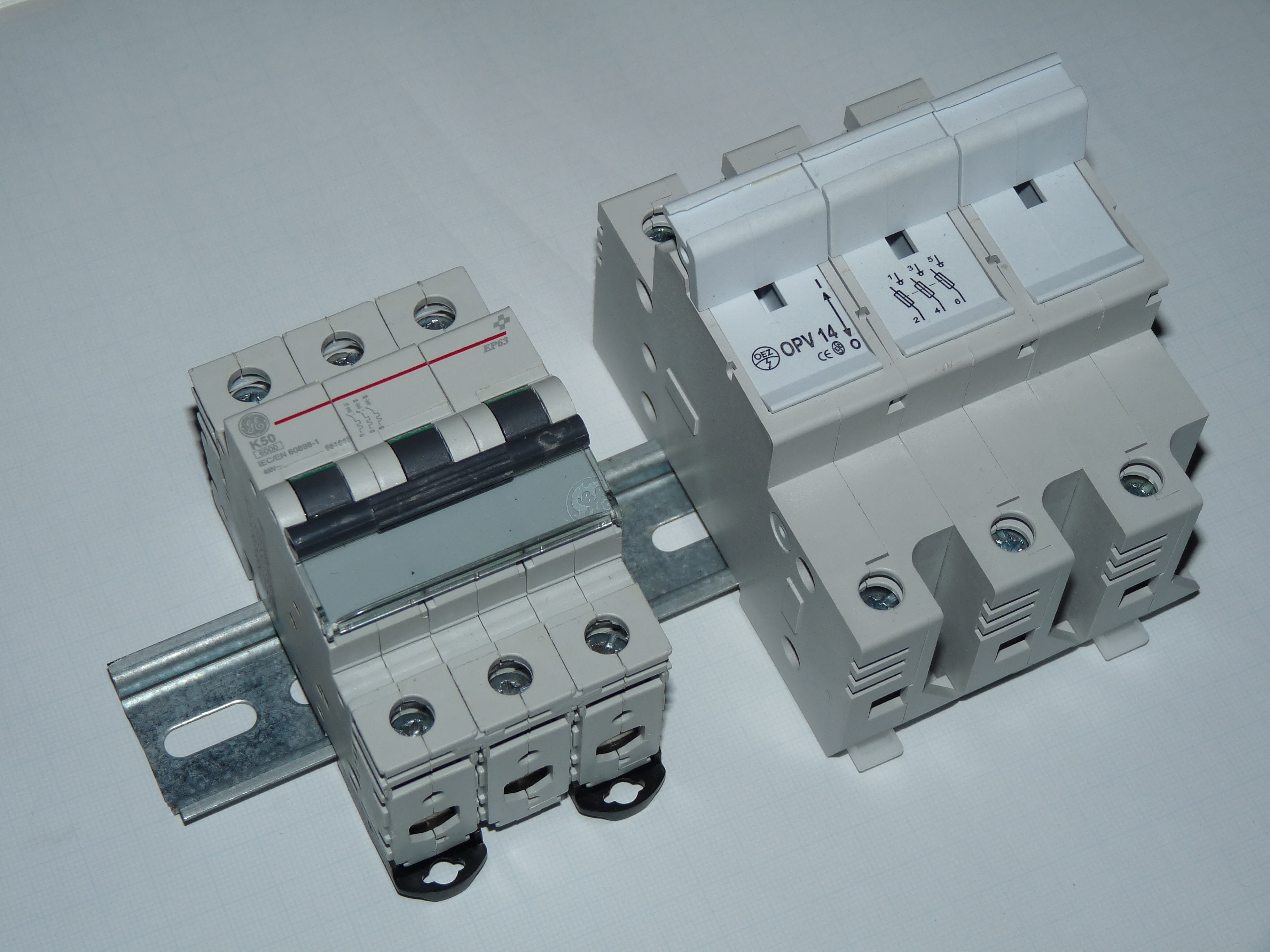
Разъединитель предохранителей и его эквивалентный конкурент

Главным конкурентом плавкого предохранителя является автомат защиты, отличительной чертой которого является простота в использовании.

### Недостатки
- Одноразовые плавкие вставки. В случае срабатывания требуется замена. Существуют самовосстанавливающиеся предохранители, однако стоимость и применимость ограничена.
- Невозможность создания многополюсных плавких предохранителей (размыкающих сразу несколько полюсов при срабатывании защиты в любом из них). При использовании однополюсных автоматов защиты в трёхфазных цепях возможен перекос фаз и отказ трёхфазных потребителей (например, трёхфазных электродвигателей).
- Избыточное быстродействие. В случае, когда время срабатывания предохранителя менее  1 - 7 миллисекунд, при отключении мощной реактивной индуктивной нагрузки (трансформаторы, двигатели и т.п.) может возникнуть перенапряжение. Превышение напряжения может в 1000 раз превышать номинальное напряжение цепи.
- Чрезмерное влияние фактора окружающей среды. Плавкая вставка сильно зависит от температуры среды работы аппарата защиты. Окружающая среда (температура, давление и т.п) изменяют время-токовую характеристику срабатывания.
- Вероятность возникновения стабильного горения дуги. Плавкие вставки без твердого или жидкого наполнителя не всегда обеспечивают гарантированное гашение дуги, возникшей при выгорании проводника плавкой вставки.
- Специфичные предохранители, большим недостатком которых является конструкция, дающая возможность шунтирования, то есть использования «жучков», приводящих к пожарам.
- Возможны повреждения вышестоящих защитных предохранителей. В случае, когда система  защищена предохранителями разного номинала на различных уровнях, при возникновении аварии (короткого замыкания) и срабатывании предохранителя нижнего уровня, повреждения (оплавления) получает и вышестоящая плавкая вставка. В данной ситуации требуется замена всего каскада плавких вставок.
- Сложность отстройки селективной защиты. Вследствие неповторимого быстродействия плавких вставок, необходим грамотный выбор предохранителей для обеспечения требуемого уровня селективности. Необходимо исключить возможность одновременного срабатывания аппаратов защиты разных уровней системы.

### Преимущества
- Быстродействие. Предохранители обеспечивают наибольшую скорость срабатывания.
- Простота конструкции. Из-за более простой конструкции чем у автомата защиты, почти исключена возможность т. н. «поломки механизма».
- Безотказность. Грамотно выбранный предохранитель в качественном аппарате защиты обеспечивает гарантированное срабатывание и отключение поврежденного элемента. Системы защиты цепи построенные на автоматических выключателях (без использования систем цифровых защит) не могут обеспечить соответствующий уровень защиты.
- После замены плавкой вставки предохранителя в цепи получается защита с характеристиками, заявленными производителем в отличие от случая с использования автоматического выключателя с подгорающими контактами.